# South Northamptonshire
South Northamptonshire war ein District in der Grafschaft Northamptonshire in England im Vereinigten Königreich. Verwaltungssitz war die Stadt Towcester.
Der Bezirk wurde am 1. April 1974 gebildet und entstand aus der Fusion des Municipal Borough Brackley, der Rural Districts Brackley und Towcester und eines Teils des Rural District Northampton. Am 1. April 2021 wurde der District aufgelöst und ging in der neugeschaffenen Unitary Authority West Northamptonshire auf.